# Volksfest

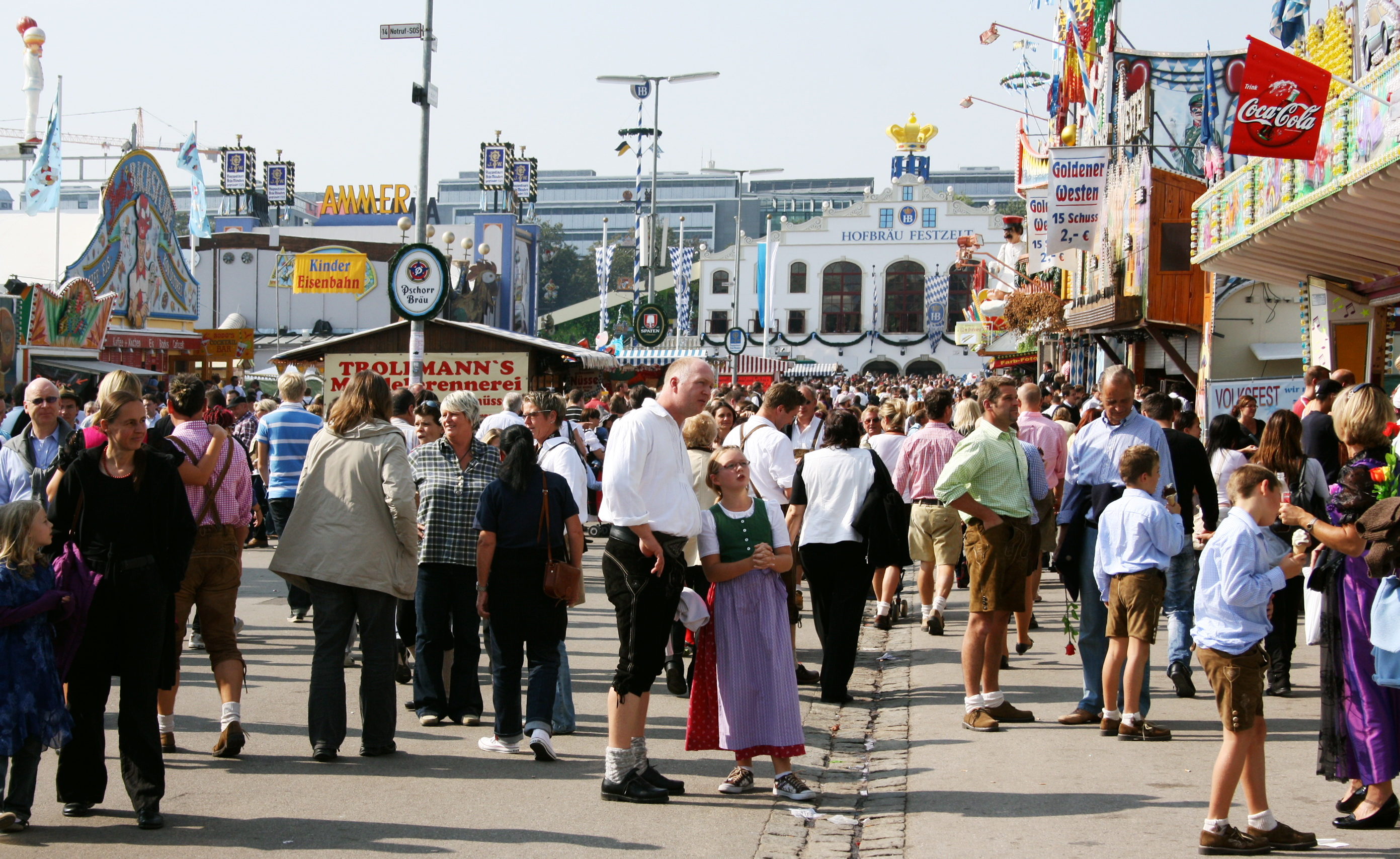
Oktoberfest in München

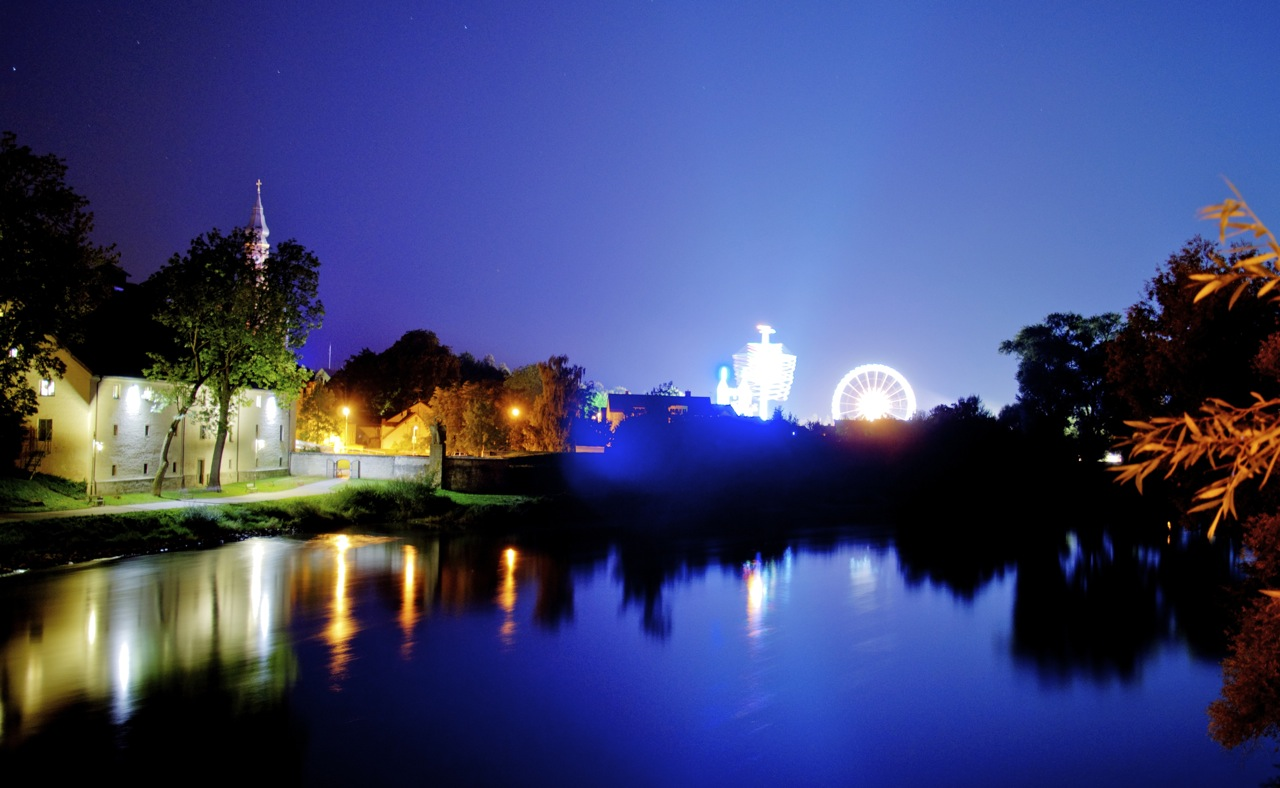
Gäubodenvolksfest in Straubing – Von der Donaubrücke mit Blick aufs Geschehen

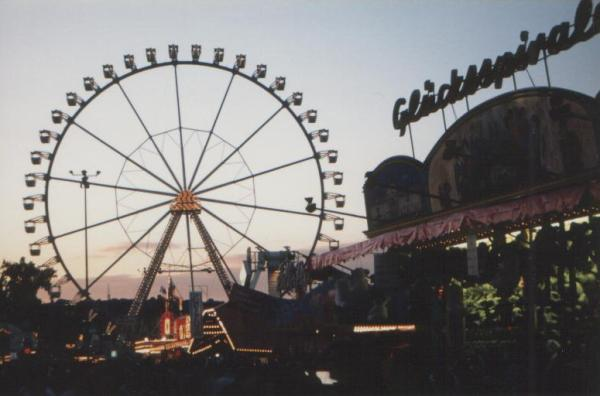
Riesenrad und Losbude auf dem Cannstatter Volksfest in Stuttgart

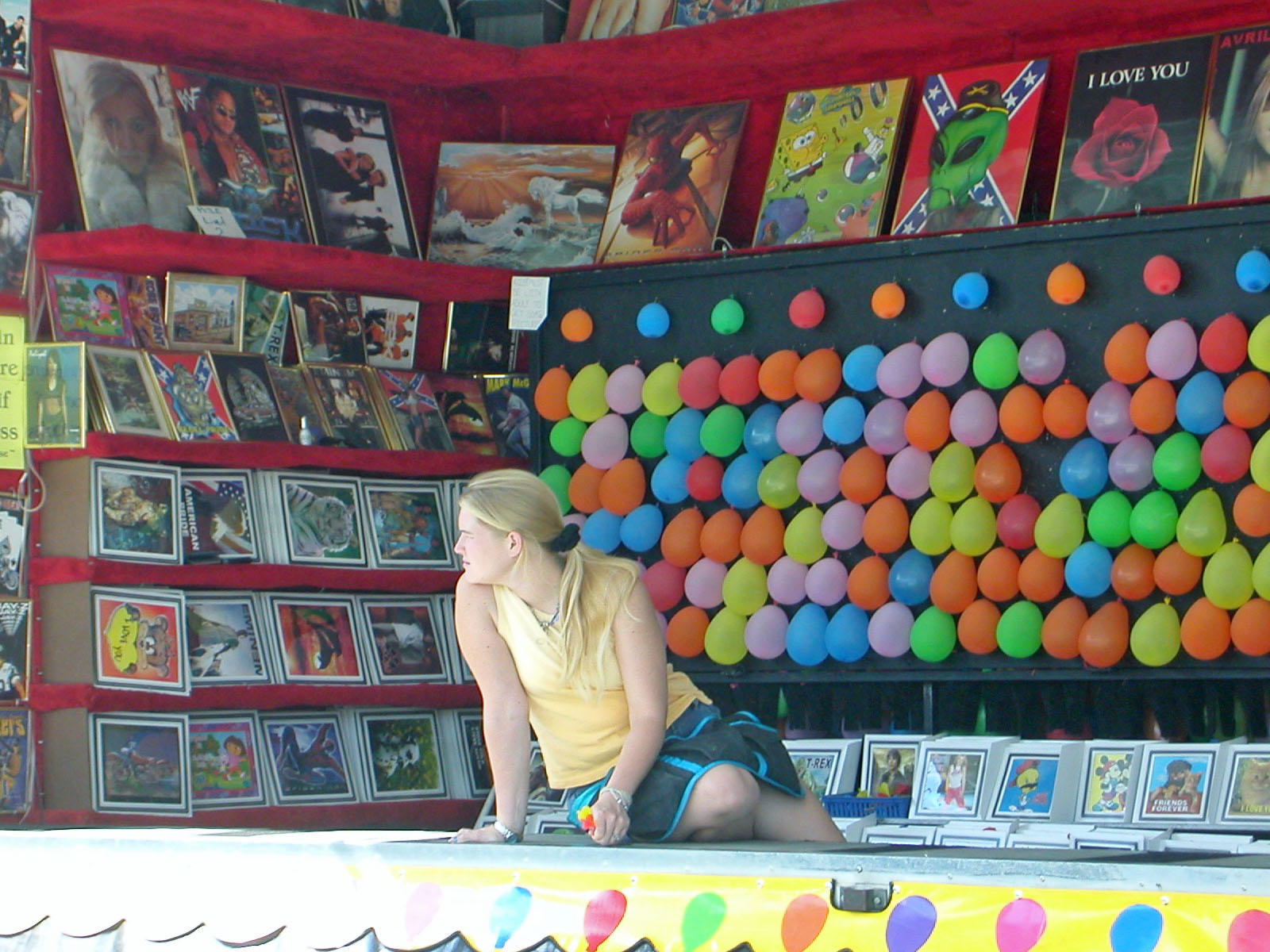
Pfeilwerfen auf Ballons, ein Volksfestvergnügen

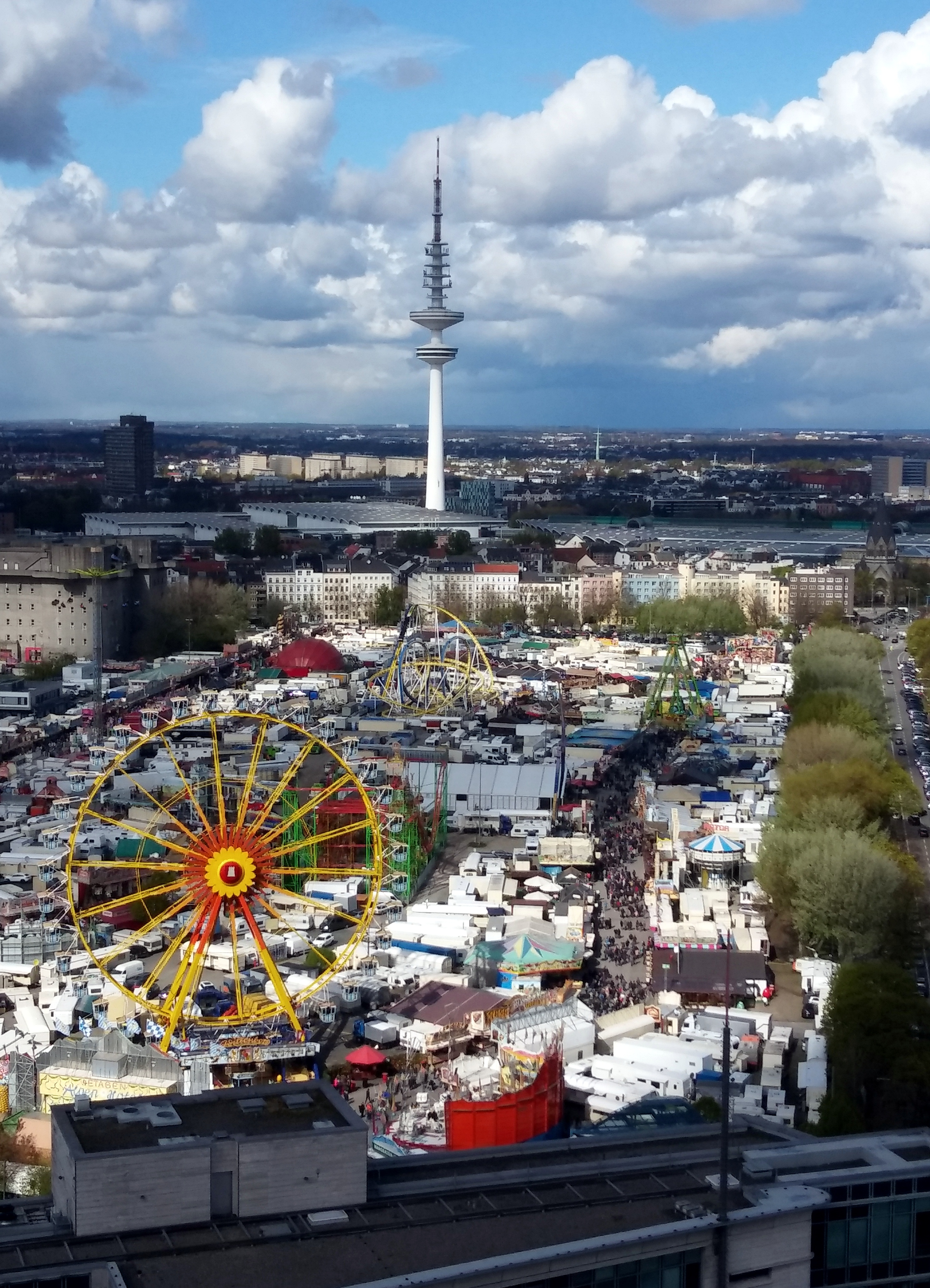
Gesamtansicht Hamburger Dom

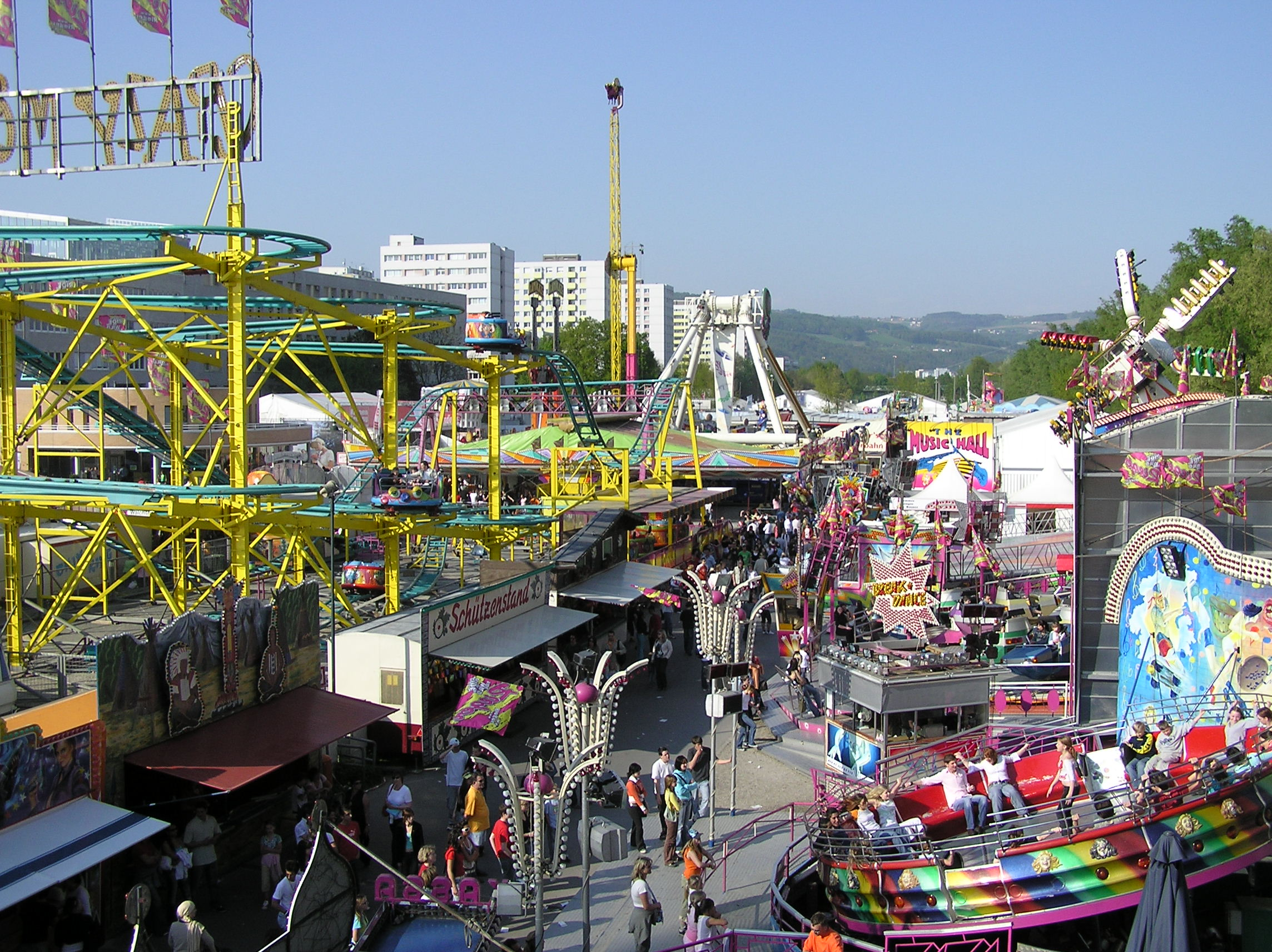
Urfahraner Markt in Linz

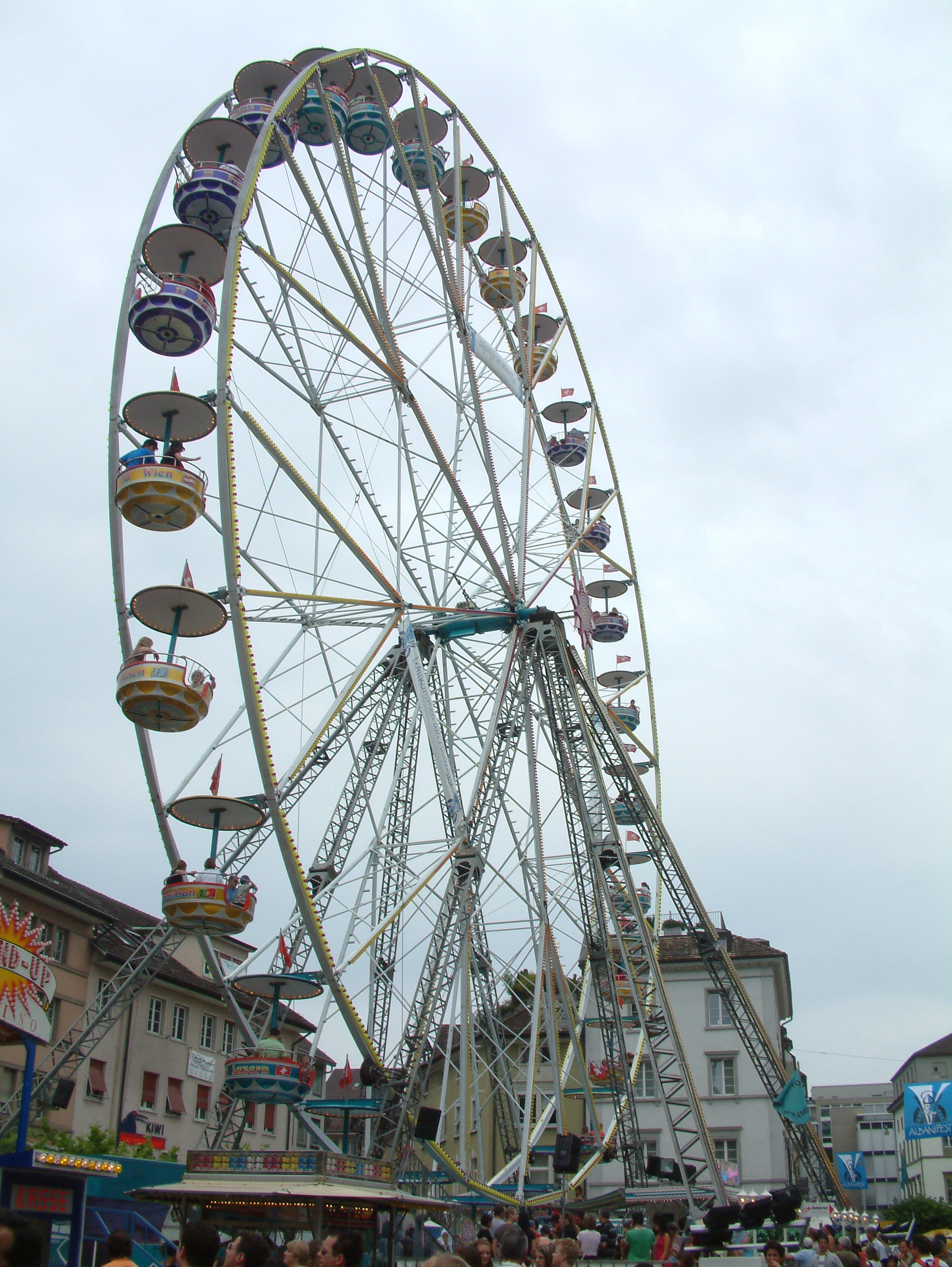
Riesenrad am Albanifest in Winterthur

Ein Volksfest (auch Rummel genannt) ist ein im Brauchtum verankertes regionaltypisches Fest, das häufig eine lange Tradition besitzt. Oft beziehen sich die Volksfeste auf kirchliche Feste aus dem Mittelalter oder regional typische Bräuche. In Deutschland werden sie in kleinsten Dörfern und in Großstädten unterschiedlich gefeiert. Manche haben sich im Laufe der Jahrhunderte aus einem Jahrmarkt entwickelt, als welche sie auch häufig noch bezeichnet werden.

## Beschreibung
Im Unterschied zu Stadtfesten und anderen Großveranstaltungen wird das Erscheinungsbild eines Volksfestes von den zum Teil riesigen Fahrgeschäften (wie Kinder-Karussells und schnellen Karussells, Riesenrädern, Schiffschaukeln und fliegenden Teppichen, Achterbahnen, Freifalltürmen, Autoscootern, Geisterbahnen, Kindereisenbahnen) und Laufgeschäften (wie Spiegellabyrinthen und Fun-Häusern) geprägt. Sie werden, wie auch die vielen anderen Attraktionen – von den mobilen Gastronomiebetrieben über die Festzelte bis zu den Spielgeschäften – von den Schaustellern betrieben. Große Volksfeste werden von bis zu 500.000 Leuten pro Tag besucht, doch sind genaue Zahlen nur schwer zu bekommen, da das Areal eines Volksfestes im Regelfall frei zugänglich ist und jeder auf dem Fest vertretene Schaustellerbetrieb als eigenständiges Unternehmen geführt wird. In den meisten Städten finden Volksfeste auf einem eigenen Platz, dem Festplatz statt. Es gibt aber auch Volksfeste, welche -wie die Soester Allerheiligenkirmes- in der Innenstadt stattfinden und bisweilen jedoch mehr Stadtfesten ähneln.
Je nach Organisationsform spricht man auch von Straßenfesten, wenn sich beispielsweise die anliegenden Läden und Firmen einer Einkaufsstraße dazu zusammenfinden. Volksfeste werden oftmals durch den Anstich eines Bierfasses durch einen hohen Kommunalpolitiker der Gemeinde, in der das Fest stattfindet, eröffnet. Während in Deutschland ein Volksfest oftmals aus Fahrgeschäften und Buden vieler verschiedener Schausteller von einem sogenannten „Platzmeister“ zusammengestellt wird, werden in anderen Ländern teilweise ganze Festplätze von einem einzigen Schausteller bestückt. Anders hingegen gestalten sich Volksfeste in kleineren Orten, Gemeinden oder Stadtteilen (Stadtteilfest) – dort oftmals Kirchweih oder Kerb genannt – bei dem der Schwerpunkt weniger in den Fahrgeschäften als in den feierlichen Aktivitäten liegt.
In ländlichen Gegenden besitzt der Besuch der eigenen oder der Kirmessen der Nachbardörfer/gemeinden eine lange Tradition. So wird eine Dorfkirmes von der dortigen Burschenschaft ausgerichtet, die dann von den Burschenschaften umliegender Orte besucht wird. Im Gegenzug fährt die ausrichtende Burschenschaft auf die Volksfeste der anderen. In der Regel ist bei einem größeren Volksfest (oft in einer Stadt) der Eintritt frei und sind die Attraktionen einzeln zu bezahlen. Es gibt allerdings auch Ausnahmen wie den FunFair Boulevard in den Niederlanden, bei dem ein geringer Eintrittspreis zu zahlen ist, der dann teilweise als Mindestumsatz wieder eingelöst werden kann. In den Niederlanden ist ein Preissystem verbreitet, bei dem der Veranstalter einen sehr geringen Maximalpreis für die Attraktionen festlegt. Da diese Maximalpreise teilweise deutlich unter den üblichen Preisen der Fahrgeschäfte liegen, werden die Fahrzeiten dann unter Umständen aus Kostengründen gekürzt oder die Schausteller vom Veranstalter subventioniert. Bei der größten Kirmes der Niederlande, der Tilburgse Kermis, werden die Preise dagegen von der aktuellen Nachfrage abhängig gemacht, so dass bei geringem Andrang mit einem niedrigen Preis gelockt wird und bei höherem Aufkommen die Preise erhöht werden.
Der Bundesverband Deutscher Schausteller und Marktkaufleute engagiert sich für ein digitales Archiv des Kulturguts Volksfest, mit dem ein deutsches Schausteller-Archiv als wissenschaftliches Nachschlagewerk für das Kulturgut Volksfest geschaffen werden soll. Auch gibt es Bestrebungen, verschiedene Fahrgeschäfte als technische Denkmäler zu erhalten.

## Liste der größten Volksfeste in Deutschland

Bedeutende Volksfeste in Deutschland

In Deutschland gibt es etwa 9750 Volksfeste mit bis zu 190 Millionen Besuchern pro Jahr.
In der nachfolgenden Liste sind einige der größten und berühmtesten deutschen Volksfeste – sortiert nach Besucherzahlen – aufgeführt. Alle Zahlen sind ungefähre Angaben, die Besucherzahlen sind witterungsbedingt starken Schwankungen ausgesetzt. Es muss auch darauf hingewiesen werden, dass die Vergleichbarkeit der Zahlen problematisch ist, da nach unterschiedlichen Zähl- beziehungsweise Schätzverfahren vorgegangen wird.
Das subjektive Empfinden der Größe eines Volksfestes ist stark von belegter Fläche und der Besucherzahl pro Tag bestimmt. Während Cannstatter Wasen und Münchner Oktoberfest (Wiesn) sich bei der Fläche noch deutlich von anderen deutschen Volksfesten absetzen, fallen bei der täglichen Besucherzahl neben diesen mehrere Volksfeste kleinerer Städte auf.
| Fest                                      | Besucherzahl | Jahr | Ort                       | Dauer in Tagen | Ø Besucher pro Tag | Fläche in ha | Anm./Quelle |
| ----------------------------------------- | ------------ | ---- | ------------------------- | -------------- | ------------------ | ------------ | --- |
| Oktoberfest (Wiesn)                       | 7.200.000    | 2023 | München                   | 18             | 400.000            | 31,0         | [ 3 ] |
| Cranger Kirmes                            | 4.200.000    | 2024 | Herne                     | 11             | 381.818            | 11,1         | Schätzung (laut eigener Aussage größtes Volksfest in NRW) |
| Rheinkirmes Düsseldorf                    | 3.900.000    | 2022 | Düsseldorf                | 10             | 390.000            | 16,5         | Schätzung |
| Kieler Woche                              | 3.800.000    | 2023 | Kiel                      | 10             | 380.000            | 15,0         | gesamte Innenstadt |
| Cannstatter Volksfest (Wasen)             | 4.600.000    | 2024 | Stuttgart                 | 17             | 270.000            | 18,0         | [ 7 ] |
| Nürnberger Volksfest (Frühling)           | 2.300.000    | 2019 | Nürnberg                  | 16             | 145.000            | 10,0         | [ 8 ] |
| Maschseefest                              | 2.100.000    | 2022 | Hannover                  | 19             | 110.526            |              | Deutschlands größtes Seefest |
| Nürnberger Volksfest (Herbst)             | 2.000.000    | 2019 | Nürnberg                  | 17             | 120.000            | 10,0         | [ 11 ] |
| Bremer Freimarkt                          | 1.800.000    | 2024 | Bremen                    | 17             | 105.000            | 12,0         | [ 12 ] |
| Hamburger Dom (Sommerdom)                 | 1.800.000    | 2022 | Hamburg                   | 30             | 100.000            | 16,0         | [ 13 ] |
| Libori                                    | 1.600.000    | 2023 | Paderborn                 | 9              | 175.000            | 70,0         | gesamte Innenstadt |
| Michaeliskirchweih                        | 1.500.000    | 2022 | Fürth                     | 12             | 125.000            | 4,2          | [ 15 ] |
| Hamburger Dom (Frühlingsdom)              | 1.500.000    | 2023 | Hamburg                   | 30             | 50.000             | 16,0         | [ 16 ] |
| Sail Bremerhaven                          | 1.400.000    | 2025 | Bremerhaven               | 5              | 280.000            | 50,0         | [ 17 ] |
| Stuttgarter Frühlingsfest (Kleiner Wasen) | 1.400.000    | 2023 | Stuttgart                 | 23             | 60.870             | 15,0         | [ 18 ] |
| Hamburger Dom (Winterdom)                 | 1.400.000    | 2022 | Hamburg                   | 31             | 45.161             | 16,0         | [ 19 ] |
| Kramermarkt                               | 1.300.000    | 2022 | Oldenburg                 | 10             | 130.000            | 9,0          | [ 20 ] |
| Gäubodenvolksfest                         | 1.300.000    | 2022 | Straubing                 | 11             | 118.182            | 10,0         | [ 21 ] |
| Bergkirchweih (Berch)                     | 1.300.000    | –    | Erlangen                  | 12             | 105.000            | 18,0         | [ 22 ] |
| Pützchens Markt                           | 1.200.000    | 2022 | Bonn                      | 5              | 240.000            | 8,0          | [ 23 ] |
| Allerheiligenkirmes                       | 1.200.000    | 2022 | Soest                     | 5              | 240.000            | 5,0          | [ 24 ] |
| Sterkrader Fronleichnamskirmes            | 1.200.000    | –    | Oberhausen                | 6              | 200.000            | 24,0         | [ 25 ] |
| Rosenheimer Herbstfest                    | 1.000.000    | 2022 | Rosenheim                 | 16             | 65.000             | 4,0          | [ 26 ] |
| Palmkirmes                                | 900.000      | –    | Recklinghausen            | 9              | 100.000            | 35,0         | [ 27 ] |
| Schützenfest Hannover                     | 900.000      | 2023 | Hannover                  | 10             | 90.000             | 10,0         | Das größte Schützenfest der Welt |
| Hamburger Hafengeburtstag                 | 800.000      | 2022 | Hamburg                   | 3              | 266.667            | 15,0         | gesamter Hafen |
| Kiliani-Volksfest                         | 800.000      | –    | Würzburg                  | 16             | 50.000             |              | [ 31 ] |
| Annakirmes                                | 800.000      | –    | Düren                     | 9              | 90.000             | 5,0          | [ 32 ] |
| Stoppelmarkt                              | 800.000      | 2022 | Vechta                    | 6              | 135.000            | 16,0         | [ 33 ] |
| Neusser Bürger-Schützenfest               | 750.000      | 2022 | Neuss                     | 5              | 150.000            | 3,0          | [ 34 ] |
| Baumblütenfest                            | 750.000      | –    | Werder (Havel)            | 9              | 85.000             |              | [ 35 ] |
| Heinerfest                                | 700.000      | –    | Darmstadt                 | 5              | 140.000            |              | |
| Wormser Backfischfest                     | 700.000      | –    | Worms                     | 9              | 80.000             | 1,7          | |
| Maiwoche                                  | 700.000      | –    | Osnabrück                 | 12             | 60.000             |              | |
| Dürkheimer Wurstmarkt                     | 685.000      | –    | Bad Dürkheim              | 9              | 75.000             | 4,5          | [ 36 ] |
| Frühlingsfest Hannover                    | 650.000      | 2023 | Hannover                  | 23             | 28.260             | 6,4          | [ 37 ] |
| Travemünder Woche                         | 600.000      | 2024 | Lübeck                    | 10             | 60.000             |              | 60.000 |
| Osterplärrer                              | 600.000      | –    | Augsburg                  | 14             | 45.000             | 3,6          | [ 38 ] |
| Herbstplärrer                             | 600.000      | –    | Augsburg                  | 14             | 45.000             | 3,6          | [ 38 ] |
| Bocholter Kirmes                          | 500.000      | –    | Bocholt                   | 4              | 125.000            | 3,0          | |
| Eisleber Wiesenmarkt                      | 500.000      | –    | Lutherstadt Eisleben      | 4              | 125.000            | 8,0          | Größtes Volksfest Mitteldeutschlands |
| Gallimarkt                                | 500.000      | –    | Leer                      | 5              | 100.000            |              | |
| Johannisnacht                             | 500.000      | –    | Mainz                     | 4              | 125.000            |              | |
| Rudolstädter Vogelschießen                | 500.000      | –    | Rudolstadt                | 10             | 50.000             |              | [ 40 ] |
| Oktoberfest Hannover                      | 500.000      | 2023 | Hannover                  | 17             | 29.411             | 6,0          | Das größte Oktoberfest Norddeutschlands |
| Osterwiese                                | 500.000      | 2023 | Bremen                    | 17             | 29.411             | 5,0          | [ 42 ] |
| Hochheimer Markt                          | 500.000      | –    | Hochheim am Main          | 5              | 100.000            | 7,0          | [ 43 ] |
| Kreuznacher Jahrmarkt                     | 500.000      | –    | Bad Kreuznach             | 5              | 100.000            | 6,2          | |
| Lullusfest                                | 500.000      | –    | Bad Hersfeld              | 8              | 65.000             | 2,0          | |
| Erbacher Wiesenmarkt                      | 500.000      | –    | Erbach (Odenwald)         | 10             | 50.000             | 6,0          | [ 44 ] |
| Hüstener Kirmes                           | 500.000      | 2018 | Arnsberg                  | 5              | 100.000            | 3,1          | Riggenweide |
| Wolfsburger Schützen- und Volksfest       | 450.000      | –    | Wolfsburg                 | 10             | 45.000             |              | [ 45 ] |
| Leinewebermarkt                           | 420.000      | –    | Bielefeld                 | 5              | 85.000             |              | gesamte Altstadt |
| Hanse Sail                                | 500.000      | 2024 | Rostock                   | 4              | 125.000            | 5,0          | [ 47 ] |
| Oktoberwoche                              | 400.000      | –    | Warburg                   | 9              | 45.000             |              | Festplatz an der Stadthalle |
| Brokser Heiratsmarkt                      | 400.000      | –    | Bruchhausen-Vilsen        | 5              | 80.000             | 9,0          | [ 49 ] |
| Haaner Kirmes                             | 400.000      | –    | Haan                      | 4              | 100.000            | 3,5          | größte Kirmes im Kreis Mettmann |
| Arolser Kram- und Viehmarkt               | 400.000      | 2023 | Bad Arolsen               | 4              | 100.000            | 10           | größtes Volksfest in Nordhessen |
| Sim-Jü (Simon-Juda-Markt)                 | 400.000      | –    | Werne                     | 4              | 100.000            |              | |
| Fränkisches Volksfest                     | 400.000      | –    | Crailsheim                | 4              | 100.000            |              | größtes Volks- und Heimatfest der Region Hohenlohe-Franken |
| Herbstsend                                | 400.000      | –    | Münster                   | 9              | 45.000             | 4,0          | |
| Frühjahrssend                             | 400.000      | –    | Münster                   | 9              | 45.000             | 4,0          | |
| Wochenende an der Jade                    | 385.000      | –    | Wilhelmshaven             | 4              | 95.000             |              | |
| Erfurter Oktoberfest                      | 353.000      | 2022 | Erfurt                    | 17             | 20.764             |              | [ 52 ] |
| Annentag                                  | 350.000      | –    | Brakel                    | 4              | 90.000             |              | |
| Blasheimer Markt                          | 350.000      | –    | Lübbecke                  | 4              | 90.000             |              | |
| Weimarer Zwiebelmarkt                     | 350.000      | –    | Weimar                    | 3              | 150.000            |              | gesamte Altstadt |
| Katharinenmarkt                           | 350.000      | 2024 | Delbrück                  | 4              | 87.500             |              | [ 54 ] |
| Neumarkter Jura-Volksfest                 | 310.000      | 2019 | Neumarkt in der Oberpfalz | 11             | 30.000             | 1,3          | - |
| Gillamoos                                 | 300.000      | –    | Abensberg                 | 5              | 60.000             |              | Geht zurück auf eine 1313 erstmals urkundlich erwähnte Wallfahrt.                                                                                             |
| Strohhutfest                              | 300.000      | –    | Frankenthal (Pfalz)       | 4              | 80.000             | 4,0          | [ 57 ] |
| Wendsche Kärmetze                         | 300.000      | –    | Wenden                    | 3              | 100.000            |              | größtes Volksfest Südwestfalens |
| Kronacher Freischießen                    | 300.000      | –    | Kronach                   | 11             | 27.000             | 1,5          | größtes Volksfest im Frankenwald |
| Speyerer Brezelfest                       | 300.000      | –    | Speyer                    | 6              | 50.000             |              | |
| Lukasmarkt                                | 300.000      | –    | Mayen                     | 8              | 40.000             |              | |
| Beecker Kirmes                            | 300.000      | –    | Duisburg                  | 5              | 60.000             |              | Beecker Kuhle |
| Muswiese                                  | 300.000      | –    | Rot am See                | 5              | 60.000             |              | zweitgrößtes und ältestes Volks- und Heimatfest der Region Hohenlohe-Franken                                                                                  |
| Sommersend                                | 250.000      | –    | Münster                   | 5              | 50.000             | 4,0          | |
| Öcher Bend (Sommerabend)                  | 250.000      | –    | Aachen                    | 10             | 25.000             | 4,0          | [ 62 ] |
| Frankenberger Pfingstmarkt                | 250.000      | 2023 | Frankenberg (Eder)        | 5              | 50.000             | 2,8          | [ 63 ] |
| Traditionsvolksfest Mühldorf am Inn       | 200.000      | 2022 | Mühldorf am Inn           | 11             | 18.000             |              | [ 64 ] |
| Martinikirmes                             | 350.000      | –    | Dinslaken                 | 5              | 70.000             |              | [ 65 ] |
| Lister Meile Fest                         | 240.000      | 2019 | Hannover                  | 3              | 80.000             |              | [ 66 ] |
| Roonkarker Mart                           | 200.000      | –    | Rodenkirchen              | 5              | 66.000             |              | |
| Öcher Bend (Osterbend)                    | 200.000      | –    | Aachen                    | 17             | 15.000             | 4,0          | [ 67 ] |
| Ibbenbürener Kirmes                       | 200.000      | –    | Ibbenbüren                | 4              | 50.000             | 3,6          | zweitgrößte Innenstadtkirmes in Nordrhein-Westfalen, größtes Volksfest im Tecklenburger Land                                                                  |
| Königshöfer Messe                         | 200.000      | –    | Lauda-Königshofen         | 10             | 20.000             | 4,0          | größtes Volksfest in der Region Tauberfranken |
| Hoekerfest                                | 200.000      | 2018 | Herford                   | 5              | 40.000             |              | gesamte Innenstadt |
| Annaberger Kät                            | 200.000      | 2022 | Annaberg-Buchholz         | 10             | 20.000             |              | größtes Volksfest im Erzgebirge mit 500-jähriger Tradition |
| Gevelsberger Kirmes                       | 200.000      | 2022 | Gevelsberg                | 5              | 15.000             |              | Schrägste Kirmes Europas – 8,5 % Steigung/Gefälle über 650 Meter der insgesamt 1.000 Meter langen Kirmesstrecke. Sonntag: Kirmeszug mit ca. 75.000 Besuchern. |
| Hallesches Laternenfest                   | 185.000      | 2024 | Halle (Saale)             | 3              | 60.000             | 14           | [ 72 ] [ 73 ] [ 74 ] |
| Memminger Jahrmarkt                       | 150.000      | –    | Memmingen                 | 9              | 15.000             |              | Eine der bedeutendsten Veranstaltungen in der Region Memmingen und der größte Innenstadtjahrmarkt Süddeutschlands.                                            |
| Hamburg Cruise Days                       | 135.000      | 2022 | Hamburg                   | 3              | 45.000             |              | [ 75 ] |
| Dürpelfest                                | 100.000      | 2019 | Solingen                  | 3              | 33.000             | 1,0          | größtes Volksfest im Bergischen Städtedreieck (Wuppertal, Remscheid, Solingen)                                                                                |

## Traditionelle Termine der sachsen-anhaltischen Volksfeste
Viele Volksfeste richten sich nach religiösen Terminen.
- Das Finkenmanöver im Harz findet traditionell am Pfingstmontag statt.
- Der Knoblauchsmittwoch in Halle (Saale) findet am ersten Mittwoch nach Pfingsten statt.
- Der Nysmarkt in Salzwedel umfasst den Dionysiustag, den 9. Oktober

Andere Volksfeste feiern konkrete Jahrestage oder richten sich nach dem sekulären Kalender.
- Das Scharhorstfest in Großgörschen findet um den Jahrestag der Schlacht bei Großgörschen statt.
- Das Wittenberger Stadtfest „Luthers Hochzeit“ findet am zweiten Juniwochenende statt.
- Der Pflaumenkuchenmarkt in Plötzkau fällt in der Regel auf das zweite Wochenende im September.
- Das Hallesche Laternenfest findet am letzten Augustwochenende in Halle (Saale) statt.
- Der Havelberger Pferdemarkt schließt das erste Wochenende im September ein.

Wieder andere richten sich nach natürlichen Ereignissen
- Das Hussiten-Kirschfest in Naumburg findet statt, wenn die Kirschen reif werden, meist Ende Juni bis Anfang Juli.

## Traditionelle Termine der bayerischen Volksfeste
Volksfeste in der ersten Hälfte des Jahres richten sich nach dem Osterkalender.
- Das Frühlingsfest in Cham beginnt am Vorabend von Christi Himmelfahrt und endet am darauffolgenden Sonntag (5 Tage).
- Das Volksfest in Indersdorf geht von Feitag vor Christi Himmelfahrt bis zum Sonntag danach (10 Tage)
- Das Pfingstfest in Bad Kötzting beginnt am Pfingstsamstag und endet nach 9 Tagen am darauffolgenden Montag.
- Das Frühlingsfest in Ingolstadt findet zur gleichen Zeit statt.
- Ds Plattlinger Volksfest beginnt am Vorabend von Fronleichnam und geht von Mittwoch bis Sonntag.
- Das Schweinfurter Volksfest beginnt am Tag nach Fronleichnam und endet nach 10 Tagen am darauffolgenden Montag.

Die Termine ab Juli lassen sich meist auf ein Datum eingrenzen.
- Das Volksfest Landau an der Isar findet am letzten Wochenende im Juni statt.
- Das Heimatfest Waldmünchen schließt meist den 15. Juli ein (Donnerstag bis Montag)
- Das Volksfest in Cham in der Woche, in der der 1. August liegt.
- Das Gäubodenvolksfest liegt in der Woche, in der Mariä Himmelfahrt (15. August) liegt.
- Der Gillamoos in Abensberg dauert von Donnerstag bis Montag und schließt den ersten Sonntag im September ein.
- Das Oktoberfest in München beginnt in der zweiten Septemberhälfte und endet in der ersten Oktoberwoche.
- Die Kirta in Dingolfing wird in die 3. Oktoberwoche gelegt.

## Liste von österreichischen Volksfesten
In der nachfolgenden Liste sind einige der größten und berühmtesten österreichischen Volksfeste aufgeführt:
| Fest                     | Besucherzahl | Ort                            | Dauer in Tagen |
| ------------------------ | ------------ | ------------------------------ | -------------- |
| Donauinselfest           | 3.500.000    | Wien                           | 3              |
| Urfahraner Markt         | 570.000      | Linz                           | 10             |
| St. Veiter Wiesenmarkt   | 500.000      | Sankt Veit an der Glan         | 10             |
| Welser Volksfest         | 461.000      | Wels                           | 9              |
| Wieselburger Volksfest   | 400.000      | Wieselburg                     | 6              |
| Rieder Messe             | 351.000      | Ried im Innkreis               | 9              |
| Villacher Kirchtag       | 500.000      | Villach                        | 8              |
| St. Pöltner Volksfest    | 200.000      | St. Pölten                     | 10             |
| Wachauer Volksfest       | 110.000      | Krems                          | 10             |
| Salzburger Dult          | 105.000      | Salzburg Stadt                 | 9              |
| Salzburger Rupertikirtag | 100.000      | Salzburg Stadt                 | 5              |
| Mühlviertler Volksfest   | 50.000       | Freistadt                      | 4              |
| Pischelsdorfer Volksfest | 15.000       | Pischelsdorf in der Steiermark | 4              |
| Passailer Pfingstfest    | 2.000        | Passail                        | 2              |

## Liste von Schweizer Volksfesten
In der nachfolgenden Liste sind einige der größten und berühmtesten Schweizer Volksfeste aufgeführt:
| Fest                   | Besucherzahl | Fläche in m² | Ort        | Dauer in Tagen | Ø Besucher pro Tag |
| ---------------------- | ------------ | ------------ | ---------- | -------------- | ------------------ |
| Züri Fäscht            | 3.000.000    |              | Zürich     | 3              | 1.000.000          |
| Basler Herbstmesse     | 1.000.000    |              | Basel      | 17             | 59.000             |
| Albanifest (Stadtfest) | 400.000      | 200.000      | Winterthur | 3              | 133.000            |
| Sechseläuten           |              |              | Zürich     | 4              |                    |
| Knabenschiessen        | 850.000      |              | Zürich     | 3              | 280.000            |
| OLMA                   | 370.000      |              | St. Gallen | 7              | 80.000             |
| Ausschiesset           |              |              | Thun       | 3              |                    |
| Badenfahrt             | 1.000.000    |              | Baden AG   | 10             |                    |

## Liste von luxemburgischen Volksfesten
| Fest         | Besucherzahl | Fläche in m² | Ort       | Dauer in Tagen | Ø Besucher pro Tag |
| ------------ | ------------ | ------------ | --------- | -------------- | ------------------ |
| Schobermesse | 2.000.000    | 25.000       | Luxemburg | 20             | 100.000            |

## Älteste Volksfeste in Deutschland
Libori ist wohl das älteste Volksfest in Deutschland. Es wird seit dem 9. Jahrhundert gefeiert und geht auf ein Ereignis aus dem Jahre 836 zurück.
Zum Alter der Volksfeste im deutschsprachigen Raum siehe folgende Tabelle:
| Fest                      | Ort                   | Erstmals erwähnt                                                                      |
| ------------------------- | --------------------- | ------------------------------------------------------------------------------------- |
| Libori                    | Paderborn             | 836, 9. Jahrhundert, Kirmes geht auf Magdalenen-Markt (1521) zurück                   |
| Lullusfest                | Bad Hersfeld          | 852 (Kirchenfeier, älteste urkundliche Erwähnung als „Lullusfest“: 16. November 1326) |
| Hüstener Kirmes           | Arnsberg-Hüsten       | etwa 900                                                                              |
| Talmarkt                  | Bad Wimpfen           | 965                                                                                   |
| Domweih                   | Verden (Aller)        | 985                                                                                   |
| Hamburger Dom             | Hamburg               | 11. Jahrhundert                                                                       |
| Send                      | Münster               | etwa 11. Jahrhundert, 1525 (erste urkundliche Erwähnung)                              |
| Magdeburger Herbstmesse   | Magdeburg             | 1010                                                                                  |
| Bremer Freimarkt          | Bremen                | 1035                                                                                  |
| Michaeliskirchweih        | Fürth                 | 1100                                                                                  |
| Nördlinger Pfingstmesse   | Nördlingen            | 1219                                                                                  |
| Kalter Markt              | Ortenberg (Hessen)    | 1266                                                                                  |
| Katharinenmarkt           | Steinau an der Straße | 1290                                                                                  |
| Stoppelmarkt              | Vechta                | 1298                                                                                  |
| Gillamoos                 | Abensberg             | 1313                                                                                  |
| Rupertikirtag             | Salzburg              | 1331                                                                                  |
| Schützenfest              | Friesoythe            | 1337                                                                                  |
| Allerheiligenkirmes       | Soest                 | 1338                                                                                  |
| Bartlmädult               | Landshut              | 1339                                                                                  |
| Schobermesse              | Luxemburg             | 1340                                                                                  |
| Mainfest                  | Frankfurt am Main     | 1340                                                                                  |
| Barthelmarkt              | Oberstimm             | 1354                                                                                  |
| Bräunlinger Kilbig        | Bräunlingen           | 1358                                                                                  |
| Sim-Jü                    | Werne                 | 1362                                                                                  |
| Heimensteiner Kirmes      | Heilbad Heiligenstadt | 1363                                                                                  |
| Vogelwiese                | Dresden               | 1364                                                                                  |
| Kläschen                  | Lemgo                 | 1365                                                                                  |
| Pützchens Markt           | Bonn                  | 1367                                                                                  |
| Altöttinger Hofdult       | Altötting             | 1383                                                                                  |
| Haaner Kirmes             | Haan                  | 1386 (erste urkundliche Erwähnung)                                                    |
| Frühjahrsdult             | Landshut              | 1386                                                                                  |
| Pfingstmarkt Rostock      | Rostock               | 1390                                                                                  |
| Lukasmarkt                | Mayen                 | 1405                                                                                  |
| Michelsmarkt              | Andernach             | 1407 (erstmalige Erwähnung)                                                           |
| Öcher Bend                | Aachen                | 1413                                                                                  |
| Dürkheimer Wurstmarkt     | Bad Dürkheim          | 1417                                                                                  |
| Ulmer Volksfest           | Ulm                   | 1429                                                                                  |
| Kieler Umschlag           | Kiel                  | 1431                                                                                  |
| Muswiese                  | Rot am See            | 1434                                                                                  |
| Größte Kirmes am Rhein    | Düsseldorf            | 1435                                                                                  |
| Cranger Kirmes            | Herne                 | 1441                                                                                  |
| Schäferlauf               | Markgröningen         | 1445                                                                                  |
| Purzelmarkt Billigheim    | Billigheim            | 1450                                                                                  |
| Bocholter Kirmes          | Bocholt               | 1454                                                                                  |
| Katharinenmarkt           | Seelbach (Schutter)   | 1455                                                                                  |
| Weißenburger Kirchweih    | Weißenburg in Bayern  | 1455                                                                                  |
| Hochheimer Markt          | Hochheim am Main      | 1484                                                                                  |
| Schelder Kirmes           | Niederscheld          | 1488                                                                                  |
| Sachsenhäuser Brunnenfest | Frankfurt am Main     | 1490                                                                                  |
| Annakirmes                | Düren                 | 1501                                                                                  |
| Gallimarkt                | Leer (Ostfriesland)   | 1508                                                                                  |
| Gesmolder Kirmes          | Gesmold               | 1510                                                                                  |
| Blasheimer Markt          | Lübbecke              | 1514                                                                                  |
| Annaberger Kät            | Annaberg-Buchholz     | 1520                                                                                  |
| Ilsfelder Holzmarkt       | Ilsfeld               | 1521                                                                                  |
| Eisleber Wiesenmarkt      | Lutherstadt Eisleben  | 1521                                                                                  |
| Schützenfest              | Hannover              | 1529                                                                                  |
| Memminger Jahrmarkt       | Memmingen             | 1541                                                                                  |
| Möllner Herbstmarkt       | Mölln                 | 1560                                                                                  |
| Mathaisemarkt             | Schriesheim           | 1580                                                                                  |
| Kronacher Freischießen    | Kronach               | 1588                                                                                  |
| Moienmarkt                | Schlieben             | 1593                                                                                  |
| Brarup-Markt              | Süderbrarup           | 1593                                                                                  |
| Coburger Vogelschießen    | Coburg                | 1599                                                                                  |
| Kramermarkt               | Oldenburg             | 1608                                                                                  |
| Mannheimer Mess           | Mannheim              | 1613                                                                                  |
| Göppinger Maientag        | Göppingen             | 1650                                                                                  |
| Weimarer Zwiebelmarkt     | Weimar                | 1653                                                                                  |
| Schüttenhoff              | Bodenfelde            | 1674                                                                                  |

In Hanau-Wilhelmsbad befindet sich das älteste feststehende Karussell der Welt aus dem Jahr 1779. Mit der Einführung der Gewerbefreiheit in Preußen nahm die Reisetätigkeit der Schausteller zu. Um 1870 setzten sich transportable Karusselle durch, die akrobatische Darstellungen verdrängten.

## Modellbau

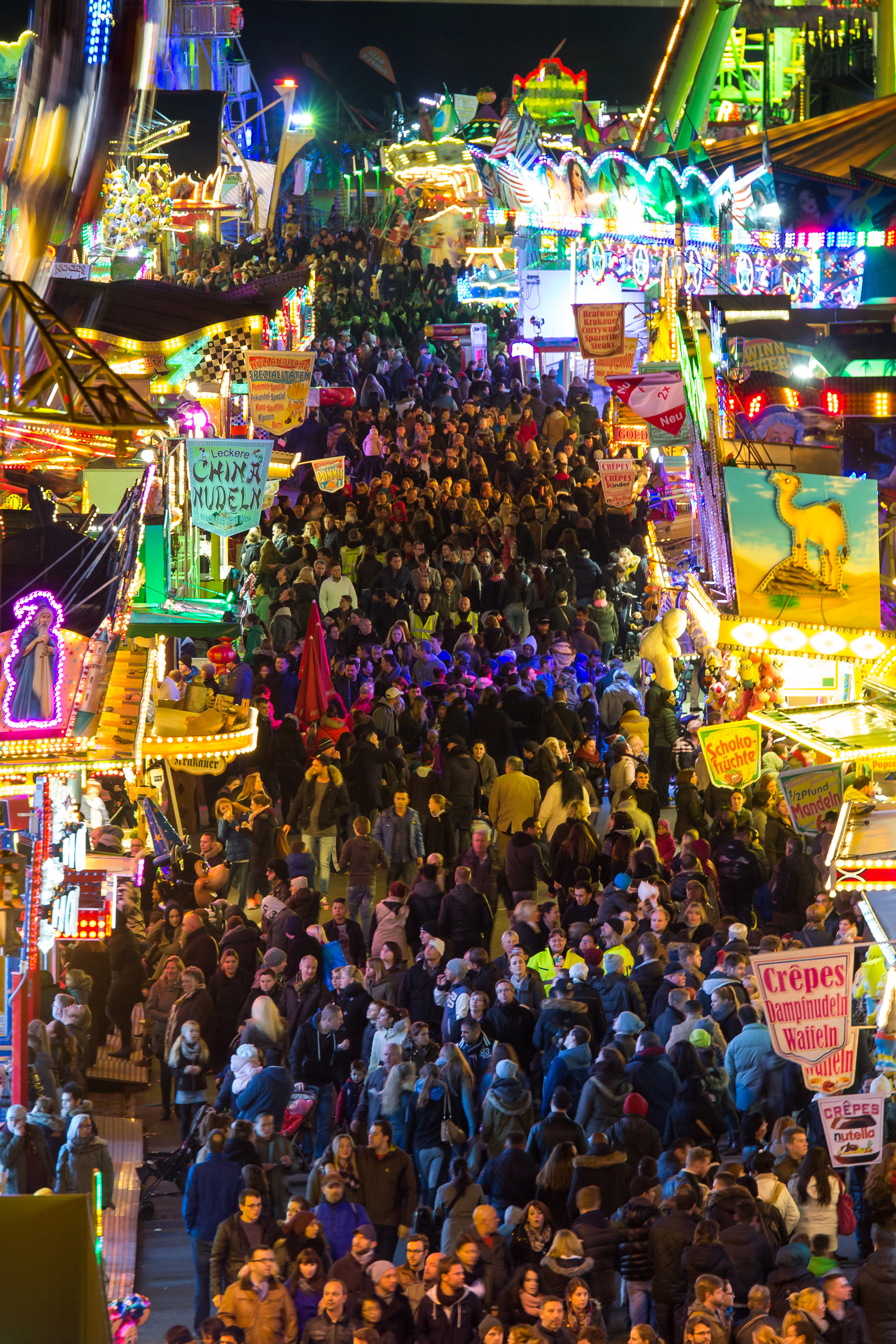
Herbstkirmes in Köln nach Einbruch der Dunkelheit

Es gibt Modellbauer, die Volksfeste im Modell nachbauen. Hierbei werden auch die Fahrgeschäfte als mit Lichteffekten ausgestattete Funktionsmodelle nachgebildet. Von vielen Fahrgeschäften gibt es Funktionsmodelle als Bausatz im Handel.

## Festsetzung
Auf Antrag des Veranstalters kann ein Volksfest nach § 60 b in Verbindung mit § 69 der Gewerbeordnung festgesetzt werden. Dies muss beim örtlichen Ordnungs- oder Gewerbeamt beantragt werden. Als Unterlagen sind ein Antrag, ein Lageplan mit einer Übersicht über die Stände sowie deren Maße sowie ein Auszug aus dem Gewerbezentralregister und ein Führungszeugnis zur Vorlage bei einer Behörde einzureichen. Die Festsetzung ist gebührenpflichtig. Auf der Grundlage eines Bescheids genießt der Anbieter Marktfreiheiten.

## Ähnliche Feste
- Jahrmarkt, Kirmes (Kirchweih), Schützenfest, Altstadtfest, Freiluftkonzert, Technoparade